# Charles Aman
Charles Aman (ur. 25 września 1887 w Kansas City, zm. 9 stycznia 1936 tamże) – amerykański wioślarz, srebrny medalista olimpijski.
Wystąpił na igrzyskach olimpijskich w Saint Louis w 1904 roku, gdzie amerykańska osada Mound City Rowing Club w składzie: Frederick Suerig, Martin Formanack, Charles Aman i Michael Begley zdobyła srebrny medal w czwórce bez sternika. Do złotych medalistów, Amerykanów z Century Boat Club, stracili dwie długości łódki. Startowały tylko trzy zespoły. Był to jego jedyny oficjalny start olimpijski.
W 1936 roku popełnił samobójstwo.